# 賽普爾穹

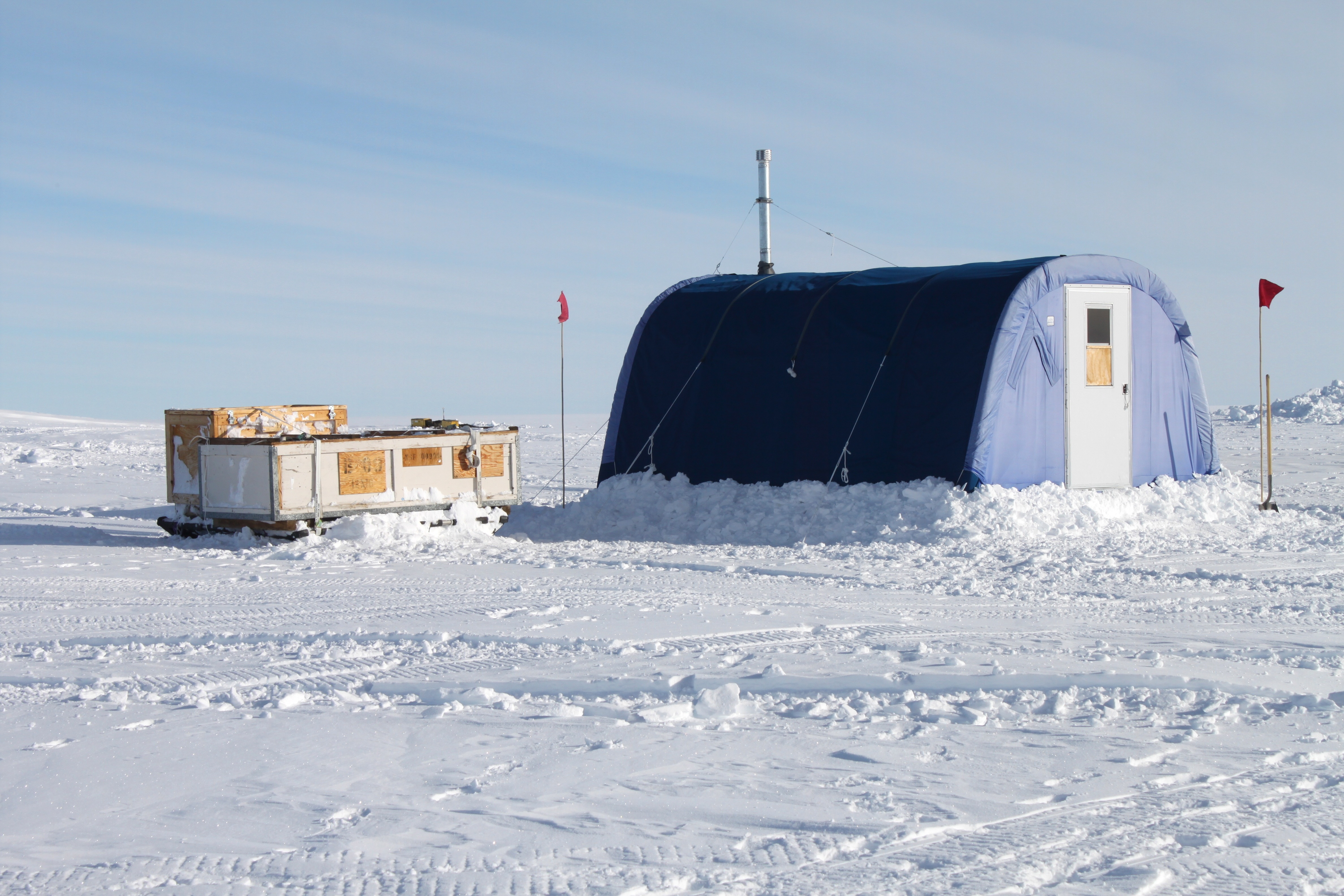
在賽普爾穹的野營。

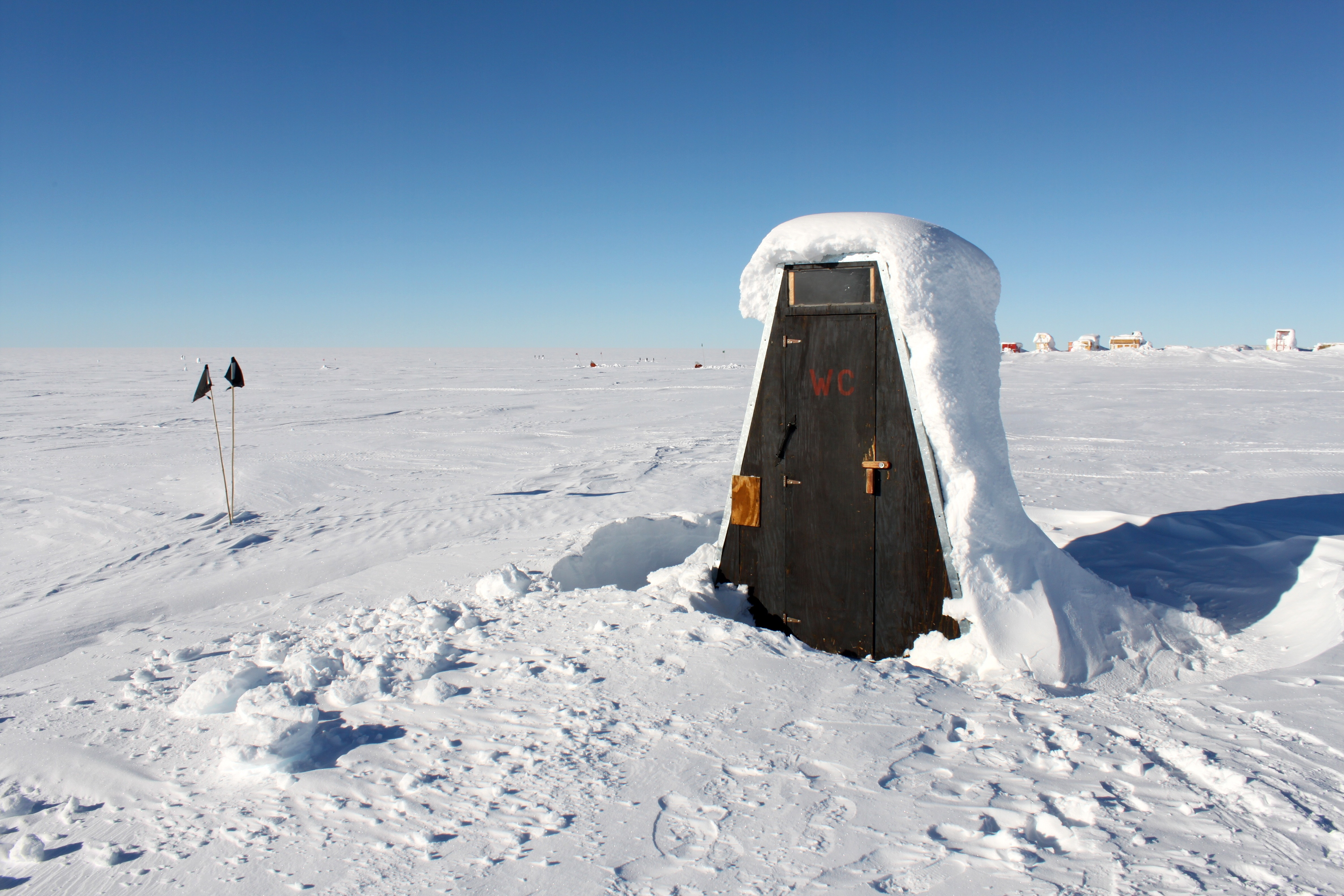
國家科學基金會的棚屋。

賽普爾穹（英語：Siple Dome）是南極洲的冰穹，位於瑪麗伯德地，處於賽普爾海岸以東130公里，長約100公里、寬約100公里，該冰穹現時由南極條約體系管理。查爾斯·賓利（Charles Bentley）與羅伯特·湯瑪士（Robert Thomas）於1973年至1974年間在此處建立花瓣應變計（strain rosette，亦稱作花式應變計），以測量冰的位移運動。

## 賽普爾穹冰蕊
美國國家科學基金會在此處（79.468°S 112.086°W）進行賽普爾穹冰蕊計畫，於1999年量測最深的冰從974公尺收回，年齡為97,600年。